# Талантов, Флегонт Тихонович
 Флегонт Тихонович Талантов(1793—1869) — протоиерей, преподаватель библейской истории в Казанском университете и Казанской духовной семинарии.

## Биография
Родился в 1793 году во Владимирской губернии, обучался во Владимирской духовной семинарии, по окончании курса которой в 1816 году поступил в Московскую духовную академию. В 1820 году окончил курс академии и был определён в Казанскую духовную семинарию преподавателем церковной истории, еврейского языка и гражданской истории; гражданскую историю преподавал до сентября 1834 года, еврейский язык — до 1842 года, а церковную историю — до 1847 года; несколько лет преподавал при семинарии греческий язык; с 1826 года был членом правления семинарии по учебной части и в течение одиннадцати лет исполнял должность библиотекаря. 
С 22 мая 1822 года был назначен священником и ключарем Благовещенского кафедрального собора в Kaзани и в последней должности оставался более тридцати лет. С 29 мая 1823 года ему было поручено преподавание церковно-библейской истории в Казанском университете.
В октябре 1823 года он был назначен членом-казначеем вновь открывшегося духовного попечительства и оставался в этой должности свыше 40 лет. В сентябре 1825 года по представлению университета был возведён в сан протоиерея; с 25 июля 1828 года до самой смерти состоял присутствующим членом консистории; 1 марта 1832 года назначен протоиереем Благовещенского кафедрального собора. При введении университетского устава 1835 года он был уволен от чтения лекции при университете.
В мае 1843 года при открытии Казанской духовной академии синод назначил его действительным членом конференции академии в числе десяти лиц от местного духовенства. В декабре 1826 года он был избран членом Общества любителем отечественной словесности; в 1840—1865 годах состоял членом Казанского губернского статистического комитета.
Был награждён в 1832 году скуфьёй и в 1832 году — наперсным крестом за службу при университете.
Им напечатано «Слово на день Воздвижения Честного и Животворящего Креста Господня», произнесенное при освящении университетской церкви («Казанские Известия» за 1825 г.). 
Скончался в Казани 1 (13) мая 1869 года настоятелем Казанского девичьего монастыря.